# Paramelomys platyops
Paramelomys platyops är en däggdjursart som först beskrevs av Thomas 1906.  Paramelomys platyops ingår i släktet Paramelomys och familjen råttdjur. Inga underarter finns listade i Catalogue of Life.
Artepitetet i det vetenskapliga namnet är bildat av de grekiska orden platys (platt) och ops (skepnad/ansikte).
Arten förekommer på Nya Guinea och på Bismarckarkipelagen. Den lever i låglandet och i låga bergstrakter upp till 1000 meter över havet. Individerna vistas i skogar och de går främst på marken. Per kull föds en unge.